# Rio de Lágrimas
Rio de Lágrimas é uma canção composta em 1970 com letra de Lourival dos Santos e melodia de Tião Carreiro e Piraci e está no LP A Força do Perdão, da dupla sertaneja Tião Carreiro & Pardinho.
Retratando o sofrimento por um grande amor, tornou-se um hino da moda de viola e da música caipira e faz referência ao rio Piracicaba localizado no estado de São Paulo.
| “ | O rio de Piracicaba Vai jogar água pra fora Quando chegar a água Dos olhos de alguém que chora. | ” |